# Wilhelm Kuby
Karl Wilhelm Kuby (Zweibrücken, 24 april 1829 – Göggingen, september 1894) was een arts in het koninkrijk Beieren.

## Levensloop
Kuby studeerde geneeskunde eerst aan de Friedrich-Alexander-Universität in Erlangen en vervolgens aan de Julius Maximilians-Universiteit in Würzburg in het koninkrijk Beieren. In 1851 promoveerde Kuby tot arts. 
Hij keerde terug naar zijn geboortestreek in de Beierse Palts. Hij had er een praktijk als huisarts en districtsarts van de Beierse Palts (1852-1874). In deze periode was Kuby militair arts in het koninklijk leger van Beieren: hij moest deelnemen aan de Duitse Oorlog van 1866. Beieren vocht aan de kant van de Oostenrijkers tegen Pruisen en zijn verbondenen. Pruisen won deze oorlog. Later, bij de aanvang van de Frans-Duitse Oorlog (1870), werd Kuby regimentsarts voor het reserveleger in Speyer. Hij werd bevorderd tot militair hoofdarts in Speyer. Toen de veldtocht uitmondde in het Beleg van Parijs (1870-1871), leidde Kuby de evacuatie van de veldhospitalen van het Beiers leger. Zijn verdiensten op het slagveld werden vereerd met de Olga-orde door koning Karel I van Württemberg en met het Hessische militair-sanitair Kruis door groothertog Lodewijk III van Hessen-Darmstadt. Württemberg en Hessen waren geallieerden van Beieren.
Terug in het burgerleven was Kuby, van 1874 tot 1885, arts bij de regionale rechtbank van de Beierse Palts. 
In 1885 verhuisde hij naar Augsburg. Hij werkte in Augsburg als arts in overheidsdienst voor de deelstaatregering van Beierse Zwaben. Kuby combineerde het werk bij de lokale Beierse overheid met militair vrijwilligerswerk. Hij was hoofdarts en instructeur bij de medische vrijwilligersafdeling van het Beiers leger in Augsburg. Op basis van zijn ervaringen op het slagveld als van zijn lesopdrachten als instructeur publiceerde hij zijn notities over hygiëne in het leger.
Kuby was gehuwd met Adele Luise Wilhelmine von Herder (1831-1908), dochter van Emil von Herder, een ambtenaar en schrijver in Zwaben. Adele’s nicht Therese Forster, een schrijfster, was inwonende gouvernante voor de kinderen.

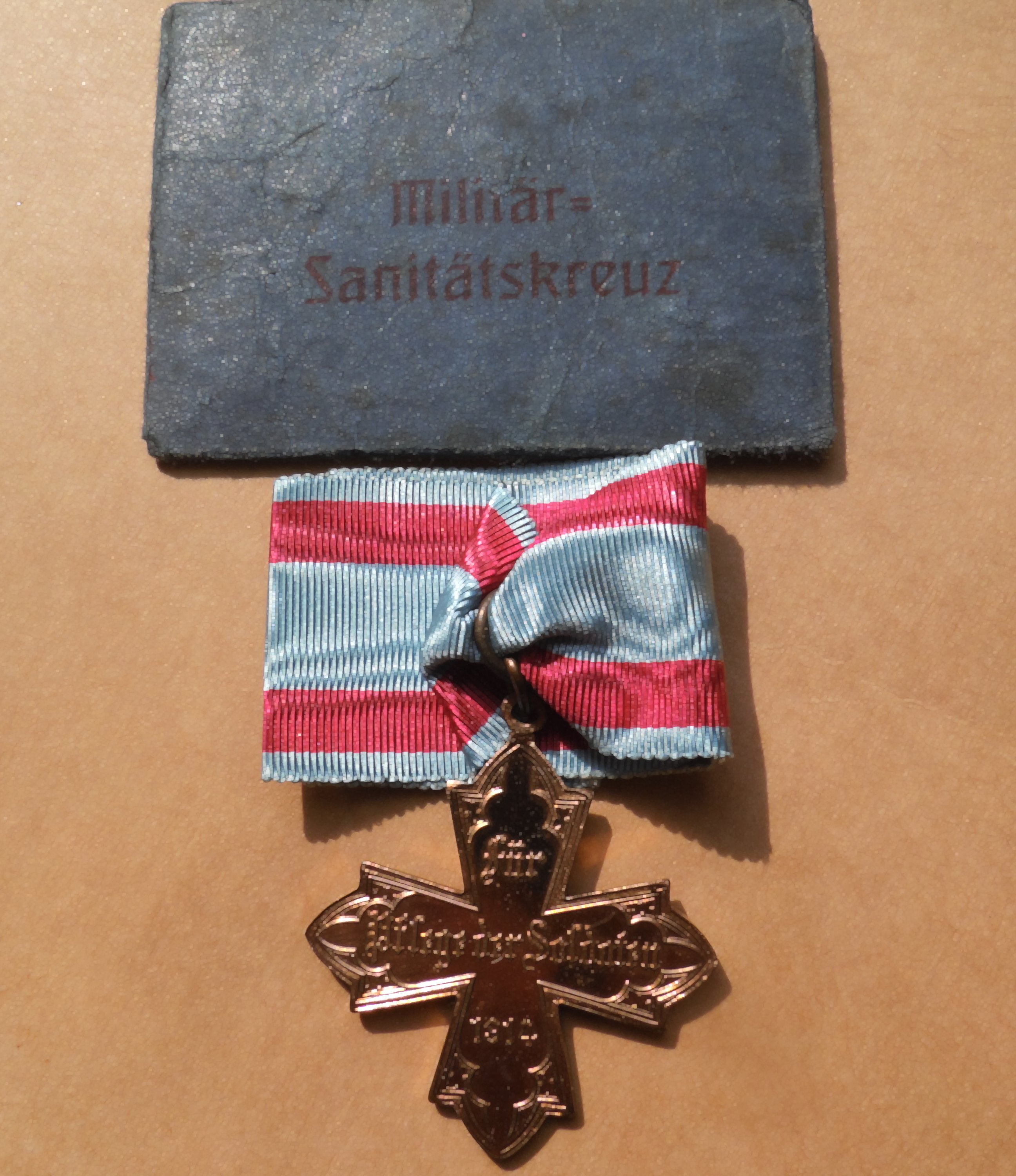
Hessisch militair-sanitair Kruis

## Werken
- Das Volksschulhaus
- Die Medizinalgesetzgebung im Königreich Bayern
- Bericht eines Arztes der freiwilligen Krankenpflege im Kriege 1870/71 – 2 oplagen